# Prostanthera cineolifera
Prostanthera cineolifera là một loài thực vật có hoa trong họ Hoa môi. Loài này được R.T.Baker & H.G.Sm. miêu tả khoa học đầu tiên năm 1912.